# Cyrille du Peloux
Pour les articles homonymes, voir Peloux.
Cyrille du Peloux, né le 15 février 1954 à Saint-Étienne (Loire), est un dirigeant d’entreprises français. 

## Biographie
Il entre à l’École polytechnique en 1974, puis au corps des ingénieurs des ponts et chaussées.
Il commence sa carrière en 1979 à la Direction générale de l'énergie et des matières premières du ministère de l’Industrie, à Marseille, puis à Paris.
En 1984, il est brièvement détaché aux Charbonnages de France.
En 1985, il est recruté par Francis Bouygues pour s’occuper de la diversification du groupe Bouygues. Dans ce cadre, il est responsable avec Patrick Le Lay, de monter le dossier de candidature de Bouygues au rachat de TF1, et la candidature est retenue par les pouvoirs publics. Il rejoint alors TF1 en 1987 d’abord comme secrétaire général, puis comme Directeur Général Adjoint de 1989 à 1992. Il est chargé des fonctions support du Groupe TF1 (finance, juridique, technique..) et crée et développe de nouvelles activités pour le Groupe TF1 (lancement de nouvelles chaînes, distribution de programmes, édition...). À ce titre, il est, en parallèle de son poste de DGA du Groupe TF1, DG de la chaîne Eurosport entre 1990 et 1991 (dont il négocie le rachat des parts détenues par BSkyB en 1991), et PDG de TF1 Entreprises . 
Il quitte le groupe TF1 en mars 1992 pour rejoindre le Groupe Lyonnaise des eaux, en tant que PDG de Lyonnaise communications (réseaux câblés et chaînes thématiques).  Dans le cadre, ses principaux chantiers sont la consolidation des réseaux câblés, l'introduction du numérique et de l'accès à Internet, ainsi que le lancement avec succès du bouquet satellite TPS (avec TF1, France Télévisions, France Télécom et Suez) dont il est Directeur Général de 1996 à 1999. Enfin, il développe la chaîne Paris Première, dont il est le PDG de 1992 à 1999.  
En 1999 il entre chez Bull où il est d’abord directeur général adjoint, puis directeur général de 2000 à 2001. 
Après avoir fait du conseil, il entre dans le groupe Veolia en 2002, où il dirige les activités environnementales de Grande-Bretagne et d’Europe du Nord jusqu’à 2007, puis il est nommé directeur général de Veolia Transport à partir de 2007, membre du Comité exécutif du groupe Veolia et élu président de l’Union des transports publics et ferroviaires (UTP) en mars 2009. 
Un projet de rapprochement entre Veolia Transport et de Transdev (filiale de la Caisse des dépôts et consignations ou CDC) est lancé en juillet 2009. Il pilote ce rapprochement qui aboutit à une fusion en février 2011 et à la nomination d’un Directeur Général issu de la Caisse Caisse des dépôts et consignations.
En août 2011, il prend la direction de Veolia Energy North America (VENA) basée à Boston. En juillet 2013, toujours au sein de Véolia, Il est nommé, par Antoine Frérot (président de Véolia), Directeur de la Transformation et membre du Comité de Direction de Véolia Environnement. À ce titre, il est chargé de la mise en place de la nouvelle organisation par pays du groupe, ainsi que du plan d’économies (sur la période 2012-2015) et de la mutualisation des fonctions de support. Cette mission correspond à un changement important dans la vie du groupe avec la suppression des divisions et une organisation intégrée de Véolia par géographie, tant au niveau du siège monde que des pays. Cyrille du Peloux est également responsable de la direction des Systèmes d’information du groupe et de l’immobilier international.
En avril 2015, il se présente à la candidature de la présidence de France Télévisions, et est retenu dans une première short-list établie par le CSA.
En août 2016, il s'engage sur le terrain social en prenant la direction d'Énergie Jeunes. Cette association d'intérêt général, créée en 2009, forme bénévolement des dizaines de milliers de collégiens à la « persévérance scolaire », grâce à des programmes innovants fondés sur des travaux scientifiques reconnus. En partenariat étroit avec l'État et avec le soutien de grandes entreprises publiques et privées, Énergie Jeunes connait une croissance rapide et vise à contribuer massivement au recul de l'échec scolaire dans les quartiers difficiles.
Il est conseiller municipal de Saint-Gervais-les-Bains depuis les élections de 2020.

## Sources
- L’Expansion, « Cyrille du Peloux, 39 ans, PDG de Lyonnaise-Communication et de la chaîne câblée Paris-Première », 23 septembre 1993.
- L’Usine nouvelle, « Veolia transport : Cyrille du Peloux, 53 ans », 7 juin 2007.
- Forbes, « Cyrille du Peloux, Head of the Transport Division, Veolia Environnement ».
- Les Échos, « Cyrille du Peloux », 7 janvier 2011.
- « Cyrille du Peloux de Saint-Romain », dans Who’s Who in France.
- https://www.lesechos.fr/tech-medias/medias/02111662010-des-poids-lourds-ecartes-de-la-presidence-de-france-televisions-1111922.php